# جوليا أرينا
جوليا أرينا (بالإيطالية: Giulia Arena)‏ هي عارضة ومقدمة تلفزيونية إيطالية، ولدت في 22 أبريل 1994 في بيزا في إيطاليا.

## روابط خارجية
- جوليا أرينا على موقع IMDb (الإنجليزية)
- جوليا أرينا على موقع روتن توميتوز (الإنجليزية)